# MUFG Bank
Bank of Tokyo-Mitsubishi UFJ (jap. 株式会社三菱東京UFJ銀行, Kabushiki kaisha Mitsubishi Tōkyō UFJ Ginkō) – bank komercyjny z siedzibą w Tokio, wchodzący w skład Mitsubishi UFJ Financial Group. Powstał w 2006 r. w wyniku połączenia The Bank of Tokyo-Mitsubishi i UFJ Bank.

## Działalność w Polsce
W latach 2001–2017 bank funkcjonował na polskim rynku jako Bank of Tokyo-Mitsubishi UFJ Polska SA (BTM UFJ), na podstawie licencji bankowej wydanej przez Komisję Nadzoru Bankowego. Był to pierwszy bank uniwersalny z kapitałem japońskim utworzony w Polsce. Jedynym akcjonariuszem był bank Tokyo-Mitsubishi (Holland) N.V. (MUFG) z siedzibą w Amsterdamie. Centrala banku znajdowała się w biurowcu Warsaw Financial Center.
W 2017 Komisja Nadzoru Finansowego zgodziła się ona na połączenie BTM UFJ i MUFG przez przeniesienie majątku banku działającego w Polsce na MUFG. W konsekwencji połączenia działalność banku przejmowanego jest kontynuowana na terenie Polski przez MUFG w formie oddziału.